# (2508) Alupka
(2508) Alupka ist ein Asteroid des Hauptgürtels, der am 13. März 1977 vom russischen Astronomen Nikolai Stepanowitsch Tschernych am Krim-Observatorium in Nautschnyj (IAU-Code 095) entdeckt wurde.
Der Asteroid gehört zur Vesta-Familie, einer großen Gruppe von Asteroiden, benannt nach (4) Vesta, dem zweitgrößten Asteroiden und drittgrößten Himmelskörper des Hauptgürtels.
(2508) Alupka wurde am 8. November 1984 nach der an der Südküste der Halbinsel Krim gelegenen Kleinstadt Alupka benannt, die als Luftkurort bekannt wurde.